# San Angelo
San Angelo és una població dels Estats Units a l'estat de Texas. Segons el cens del 2009 tenia 92.147 habitants.

## Demografia
Segons el cens del 2000, San Angelo tenia 88.439 habitants, 34.006 habitatges, i 22.409 famílies. La densitat de població era de 610,8 habitants per km².
Dels 34.006 habitatges en un 32,3% hi vivien nens de menys de 18 anys, en un 49,5% hi vivien parelles casades, en un 12,5% dones solteres, i en un 34,1% no eren unitats familiars. En el 28,8% dels habitatges hi vivien persones soles l'11,5% de les quals corresponia a persones de 65 anys o més que vivien soles. El nombre mitjà de persones vivint en cada habitatge era de 2,48 i el nombre mitjà de persones que vivien en cada família era de 3,08.
Per edats la població es repartia de la següent manera: un 25,8% tenia menys de 18 anys, un 13,8% entre 18 i 24, un 26,9% entre 25 i 44, un 19,6% de 45 a 60 i un 13,8% 65 anys o més.
L'edat mediana era de 33 anys. Per cada 100 dones de 18 o més anys hi havia 88,1 homes.
La renda mediana per habitatge era de 32.232$ i la renda mediana per família de 38.665$. Els homes tenien una renda mediana de 27.532$ mentre que les dones 20.470$. La renda per capita de la població era de 17.289$. Aproximadament l'11,6% de les famílies i el 15,7% de la població estaven per davall del llindar de pobresa.

## Poblacions més properes
El següent diagrama mostra les poblacions més properes.